# Diocesi di Rayagada
La diocesi di Rayagada (in latino Dioecesis Rayagadensis) è una sede della Chiesa cattolica in India suffraganea dell'arcidiocesi di Cuttack-Bhubaneswar. Nel 2022 contava 65.091 battezzati su 6.621.815 abitanti. È retta dal vescovo Aplinar Senapati, C.M.

## Territorio
La diocesi comprende i distretti di Nuapada, Koraput, Rayagada, Nabarangpur, Malkangiri e Kalahandi, nello stato di Orissa, in India.
Sede vescovile è la città di Rayagada, dove si trova la cattedrale della Regina delle Missioni.
Il territorio si estende su 39.420 km² ed è suddiviso in 25 parrocchie.

## Storia
La diocesi è stata eretta l'11 aprile 2016 con la bolla Cum ad aeternam di papa Francesco, ricavandone il territorio dalla diocesi di Berhampur.

## Cronotassi dei vescovi
Si omettono i periodi di sede vacante non superiori ai 2 anni o non storicamente accertati.
- Aplinar Senapati, C.M., dall'11 aprile 2016

## Statistiche
La diocesi nel 2022 su una popolazione di 6.621.815 persone contava 65.091 battezzati, corrispondenti all'1,0% del totale.
| anno | popolazione | popolazione | popolazione | presbiteri | presbiteri | presbiteri | presbiteri                | diaconi | religiosi | religiosi | parrocchie |
| anno | battezzati  | totale      | %           | numero     | secolari   | regolari   | battezzati per presbitero | diaconi | uomini    | donne     | parrocchie |
| ---- | ----------- | ----------- | ----------- | ---------- | ---------- | ---------- | ------------------------- | ------- | --------- | --------- | ---------- |
| 2016 | 50.542      | 5.407.894   | 0,9         | 49         | 35         | 14         | 1.031                     |         | 15        | 71        | 23         |
| 2017 | 51.200      | 5.478.000   | 0,9         | 49         | 35         | 14         | 1.044                     |         | 15        | 71        | 23         |
| 2020 | 63.853      | 6.490.170   | 1,0         | 55         | 30         | 25         | 1.160                     |         | 32        | 133       | 25         |
| 2022 | 65.091      | 6.621.815   | 1,0         | 58         | 29         | 29         | 1.122                     |         | 36        | 21        | 25         |